# Saint-Laurent-les-Tours
Saint-Laurent-les-Tours település Franciaországban, Lot megyében. Lakosainak száma 845 fő (2022. január 1.). Saint-Laurent-les-Tours Belmont-Bretenoux, Cornac, Frayssinhes és Saint-Céré községekkel határos.

## Népesség
A település népessége az elmúlt években az alábbi módon változott:
| Lakosok száma | 394  | 747  | 835  | 907  | 911  | 912  | 891  | 846  | 844  | 845  |
|               | 1968 | 1982 | 1990 | 2006 | 2013 | 2015 | 2017 | 2019 | 2020 | 2022 |